# Jed Water
Jed Water ist ein Fluss in der schottischen Council Area Scottish Borders beziehungsweise in der traditionellen Grafschaft Roxburghshire.

## Lauf
Der Fluss Jed Water entsteht durch den Zusammenfluss mehrerer Bäche im Wauchope Forest in den Cheviot Hills. Die Quellbäche reichen bis an die Hänge des Carlin Tooth wenige hundert Meter von der schottisch-englischen Grenze entfernt. Der Oberlauf des Jed Waters wird Raven Burn bezeichnet. Darüber ab welcher Einmündung der Bach als Jed Water bezeichnet wird, existieren unterschiedliche Angaben.
Der rund 35 Kilometer lange Lauf des Jed Waters folgt im Wesentlichen einer nördlichen Richtung. Entlang seines Laufs nimmt das Jed Water zahlreiche Bäche auf. Es besitzt jedoch keine wesentlichen Zuflüsse. Bei Bonjedward, rund drei Kilometer nördlich von Jedburgh, mündet das Jed Water in den River Teviot, der schließlich über den River Tweed in die Nordsee entwässert.

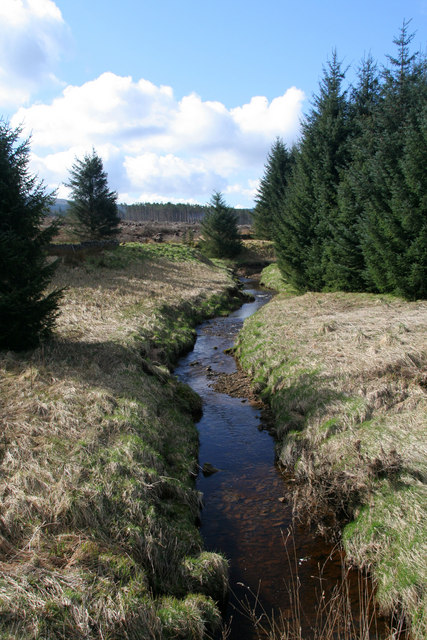
Der Oberlauf des Jed Waters
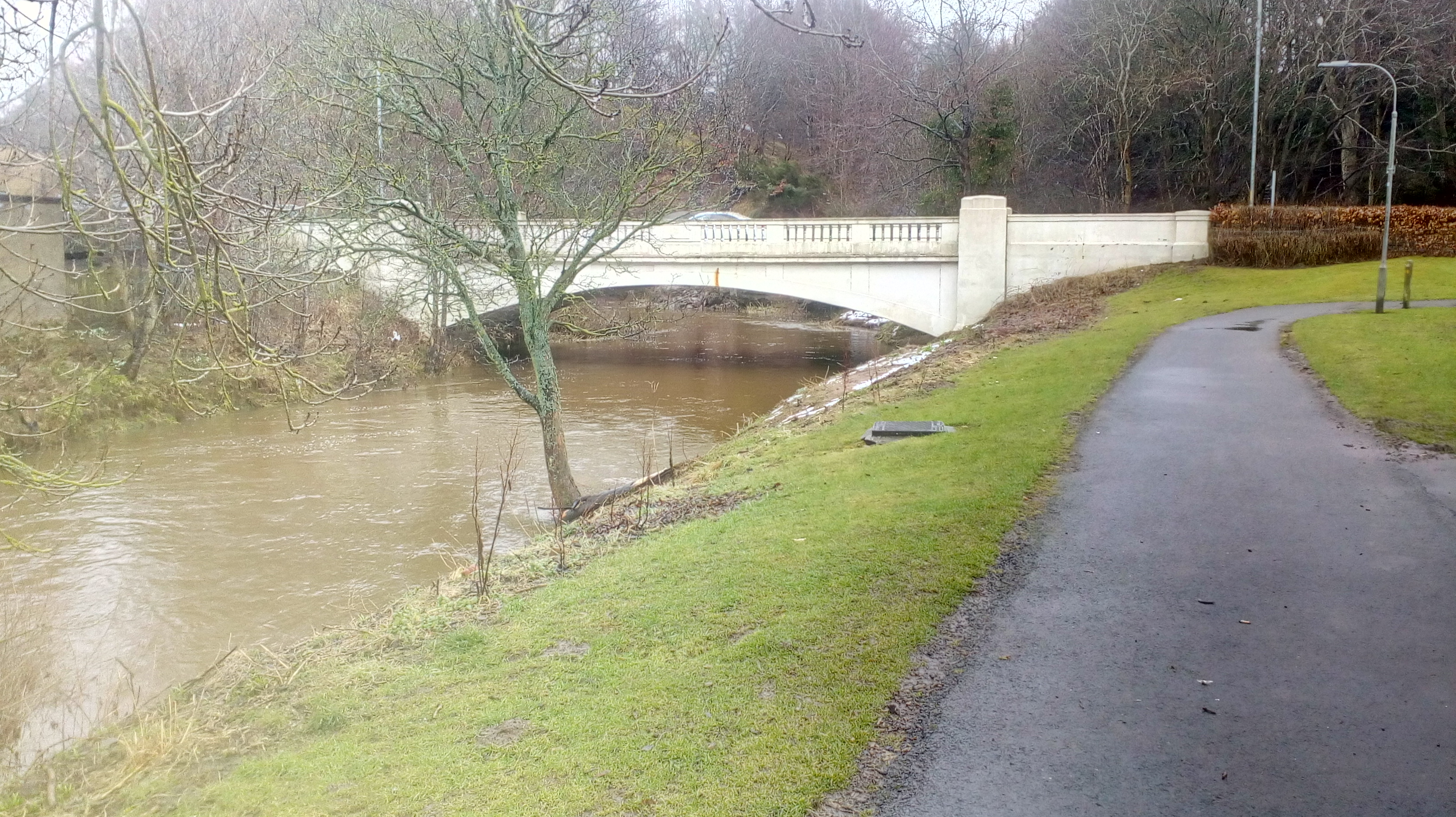
Querung der A68